# Лудуш
Лу́душ (рум. Luduș, венг. Marosludas, нем. Ludasch) — город в Румынии, входит в состав жудеца Муреш.
Находится в 44 км к юго-западу от административного центра жудеца Тыргу-Муреш.
Население — 17724 человек (2007).